# Cat
cat (zkratka z anglického catenate ve významu zřetězit, spojit) je standardní UN*Xový program určený ke čtení souborů v dané sekvenci a jejich hromadný výstup.

## Historie
Příkaz cat se poprvé objevil v AT&T UNIXu verze 1.

## Specifikace
Podle Single UNIX Specification (SUS) je úkolem programu cat číst soubory v uvedené sekvenci a v té samé sekvenci je vypisovat na standardní výstup. Program cat je počítačový program s rozhraním pro příkazový řádek původně psaný pro operační systém Unix. Nejčastěji se používá pro vypsání programu na obrazovku či předání obsahu souboru pomocí přesměrování výstupu či pipelinou jinému programu ke zpracování. Jeho původně zamýšleným využitím je spojování různých souborů a jejich následné hromadné zpracování jiným programem.
Možnosti programu se implementace od implementace mohou lišit, základní chování je však nutné zachovat (pořadí zpracovávaných souboru musí být totožné s pořadím výstupu).

## Příklady použití
Mějme soubor /tmp/try1.txt obsahující text „Ahoj“.
```
$ 
cat
 
/tmp/try1.txt

Ahoj

```

Mějme ještě jeden soubor – /tmp/try2.txt obsahující text „Joha“.
```
$ 
cat
 
/tmp/try1.txt
 
/tmp/try2.txt

Ahoj

Joha

```

Jedno z typických použití programu (ilustrační příklad – použit program grep).
```
$ 
cat
 
logfile2007
 
logfile2008
 
|
 
grep
 
"connect"

2007-05-01 connect XXX.XXX.XXX.XXX

2007-06-12 connect XXX.XXX.XXX.XXX

2008-01-02 connect YYY.YYY.YYY.YYY

2008-09-10 connect XXX.XXX.XXX.XXX

```

## tac
Příbuzným programem programu cat je program tac, který také vypisuje soubory po řádkách, ale řádky jednotlivých souborů vypisuje v opačném pořadí, od konce.